# 美丽红豆草
美丽红豆草（学名：Onobrychis pulchella）为豆科驴食草属下的一个种。

## 扩展阅读
- 維基物種上的相關：美丽红豆草